# Microstomus pacificus
Microstomus pacificus is een  straalvinnige vissensoort uit de familie van schollen (Pleuronectidae). De wetenschappelijke naam van de soort is voor het eerst geldig gepubliceerd in 1879 door Lockington.